# Mistrzostwa Albanii w piłce siatkowej mężczyzn (2021/2022)
Superliga Mistrzostw Krajowych w piłce siatkowej mężczyzn 2021/2022 (alb. Superliga së Kampionatit Kombëtar të Volejbollit për Meshkuj 2021/2022) – 76. sezon mistrzostw Albanii w piłce siatkowej zorganizowany przez Albański Związek Piłki Siatkowej (Federata Shqiptare e Volejbollit, FSHV). Zainaugurowany został 1 października 2021 roku i trwał do 30 kwietnia 2022 roku.
Mistrzostwa Albanii w tym sezonie przyjęły nazwę Superliga. Uczestniczyło w nich 9 drużyn. Rozgrywki składały się z fazy zasadniczej oraz fazy play-off. W fazie zasadniczej zespoły rozegrały między sobą po dwa spotkania. Faza play-off obejmowała ćwierćfinały, półfinały i finały.
Po raz dziesiąty mistrzem Albanii został klub Tirana, który w finałach fazy play-off pokonał Erzeni.
W sezonie 2021/2022 żaden albański klub nie uczestniczył w europejskich pucharach.

## System rozgrywek
Albańska Superliga w sezonie 2021/2022 składała się z fazy zasadniczej oraz fazy play-off.

### Faza zasadnicza
W fazie zasadniczej 9 drużyn rozegrało między sobą po dwa spotkania systemem kołowym (mecz u siebie i rewanż na wyjeździe). Dwie najlepsze drużyny automatycznie awansowały do półfinałów fazy play-off, te z miejsc 3-6 rywalizowały w ćwierćfinałach fazy play-off, natomiast pozostałę zespoły zakończyły udział w rozgrywkach.

### Faza play-off
Faza play-off składała się z ćwierćfinałów, półfinałów i finałów.
Ćwierćfinały

W ćwierćfinałach uczestniczyły drużyny, które w fazie zasadniczej zajęły miejsca 3-6. Pary utworzone zostały według klucza: 3-6; 4-5.
Rywalizacja toczyła się do dwóch zwycięstw ze zmianą gospodarza po każdym meczu. Gospodarzami pierwszych spotkań były zespoły, które w fazie zasadniczej zajęły wyższe miejsce. Zwycięzcy w poszczególnych parach awansowali do półfinałów.
Półfinały

Pary półfinałowe utworzone zostały według klucza:
- para 1: 1. miejsce w fazie zasadniczej – zwycięzca w ćwierćfinałowej parze 4-5;
- para 2: 2. miejsce w fazie zasadniczej – zwycięzca w ćwierćfinałowej parze 3-6.

Rywalizacja toczyła się do dwóch zwycięstw ze zmianą gospodarza po każdym meczu. Gospodarzami pierwszych spotkań były zespoły, które w fazie zasadniczej zajęły wyższe miejsce. Zwycięzcy w poszczególnych parach awansowali do finałów.
Finały

W finałach fazy play-off rywalizacja toczyła się do trzech zwycięstw ze zmianą gospodarza po każdym meczu. Gospodarzem pierwszego spotkania był zespół, który w fazie zasadniczej zajął wyższe miejsce.

## Drużyny uczestniczące
| | Superliga 2021/2022 |    |
| --- | ------------------- | -- |
| PTI | Partizani Tirana    | 1  |
| ERZ | Erzeni              | 2  |
| VLL | Vllaznia Szkodra    | 2A |
| TIR | Tirana              | 2B |
| SKË | Skënderbeu Korcza   | 3A |
| FAR | Farka Volley        | 3B |
| ELB | Elbasani            | 4A |
| STU | Studenti Tirana     | 4B |
| TEU | Teuta Durrës        | 5A |
| Oznaczenia: - kolumna pierwsza – skróty nazw drużyn wpisane na mapie (jeśli ta została zamieszczona), - kolumna trzecia – miejsce zajęte przez daną drużynę w poprzednim sezonie. |                     |    |

## Faza zasadnicza

### Tabela wyników
| Gospodarz \ Gość1 | PTI | ERZ | VLL | TIR | SKË | FAR | ELB | STU | TEU |
| ----------------- | --- | --- | --- | --- | --- | --- | --- | --- | --- |
| Partizani Tirana  | -   | 3:2 | 3:0 | 3:2 | 3:0 | 3:0 | 3:0 | 3:0 | 3:0 |
| Erzeni            | 3:1 | -   | 3:0 | 0:3 | 3:1 | 3:0 | 3:0 | 3:1 | 3:0 |
| Vllaznia Szkodra  | 1:3 | 1:3 | -   | 1:3 | 3:1 | 3:0 | 3:0 | 1:3 | 3:1 |
| Tirana            | 3:2 | 2:3 | 3:0 | -   | 3:0 | 3:0 | 3:0 | 3:0 | 3:0 |
| Skënderbeu Korcza | 0:3 | 3:2 | 3:0 | 0:3 | -   | 3:0 | 3:0 | 3:0 | 3:2 |
| Farka Volley      | 0:3 | 0:3 | 0:3 | 0:3 | 0:3 | -   | 1:3 | 0:3 | 0:3 |
| Elbasani          | 0:3 | 0:3 | 3:2 | 0:3 | 3:1 | 3:0 | -   | 3:2 | 3:1 |
| Studenti Tirana   | 0:3 | 0:3 | 0:3 | 1:3 | 0:3 | 3:0 | 3:1 | -   | 1:3 |
| Teuta Durrës      | 0:3 | 0:3 | 0:3 | 0:3 | 3:2 | 3:0 | 0:3 | 3:1 | -   |

Źródło: FSHV – Data Project (alb.)
1 Drużyna gospodarzy jest wymieniona po lewej stronie tabeli.
Kolory:
  zwycięstwo gospodarzy 3:0 lub 3:1
  zwycięstwo gospodarzy 3:2
  zwycięstwo gości 3:0 lub 3:1
  zwycięstwo gości 3:2

### Tabela
| Lp. | Drużyna           | Pkt | Mecze | Mecze | Mecze | Rodzaj wyniku | Rodzaj wyniku | Rodzaj wyniku | Rodzaj wyniku | Rodzaj wyniku | Rodzaj wyniku | Sety | Sety | Sety  | Małe punkty | Małe punkty | Małe punkty |
| Lp. | Drużyna           | Pkt | M     | W     | P     | 3:0           | 3:1           | 3:2           | 2:3           | 1:3           | 0:3           | wyg. | prz. | stos. | zdob.       | str.        | stos.       |
| --- | ----------------- | --- | ----- | ----- | ----- | ------------- | ------------- | ------------- | ------------- | ------------- | ------------- | ---- | ---- | ----- | ----------- | ----------- | ----------- |
| 1   | Tirana            | 43  | 16    | 14    | 2     | 11            | 2             | 1             | 2             | 0             | 0             | 46   | 10   | 4.6   | 1327        | 991         | 1.339       |
| 2   | Partizani Tirana  | 41  | 16    | 14    | 2     | 11            | 1             | 2             | 1             | 1             | 0             | 45   | 11   | 4.091 | 1334        | 1018        | 1.31        |
| 3   | Erzeni            | 40  | 16    | 13    | 3     | 8             | 4             | 1             | 2             | 0             | 1             | 43   | 15   | 2.867 | 1366        | 1090        | 1.253       |
| 4   | Skënderbeu Korcza | 23  | 16    | 8     | 8     | 6             | 0             | 2             | 1             | 3             | 4             | 29   | 28   | 1.036 | 1237        | 1173        | 1.055       |
| 5   | Vllaznia Szkodra  | 22  | 16    | 7     | 9     | 5             | 2             | 0             | 1             | 4             | 4             | 27   | 29   | 0.931 | 1256        | 1243        | 1.01        |
| 6   | Elbasani          | 19  | 16    | 7     | 9     | 2             | 3             | 2             | 0             | 1             | 8             | 22   | 34   | 0.647 | 1141        | 1269        | 0.899       |
| 7   | Teuta Durrës      | 15  | 16    | 5     | 11    | 2             | 2             | 1             | 1             | 2             | 8             | 19   | 37   | 0.514 | 1128        | 1294        | 0.872       |
| 8   | Studenti Tirana   | 13  | 16    | 4     | 12    | 2             | 2             | 0             | 1             | 4             | 7             | 18   | 38   | 0.474 | 1060        | 1307        | 0.811       |
| 9   | Farka Volley      | 0   | 16    | 0     | 16    | 0             | 0             | 0             | 0             | 1             | 15            | 1    | 48   | 0.021 | 759         | 1223        | 0.621       |

Źródło: FSHV – Data Project (alb.)
Punktacja: 3:0 i 3:1 – 3 pkt; 3:2 – 2 pkt; 2:3 – 1 pkt; 1:3 i 0:3 – 0 pkt
Zasady ustalania kolejności: 1. liczba punktów; 2. liczba zwycięstw; 3. stosunek setów; 4. stosunek małych punktów; 5. bilans w bezpośrednich meczach
     faza play-off – półfinał
     faza play-off – ćwierćfinał

## Faza play-off

### Drabinka
|  |              |                   |              |                  |              |   |   |           |           |           |           |           |  |  |        |        |        |        |        |        |        |
|  | Ćwierćfinały | Ćwierćfinały      | Ćwierćfinały | Ćwierćfinały     | Ćwierćfinały |   |   | Półfinały | Półfinały | Półfinały | Półfinały | Półfinały |  |  | Finały | Finały | Finały | Finały | Finały | Finały | Finały |
|  | Ćwierćfinały | Ćwierćfinały      | Ćwierćfinały | Ćwierćfinały     | Ćwierćfinały |   |   | Półfinały | Półfinały | Półfinały | Półfinały | Półfinały |  |  | Finały | Finały | Finały | Finały | Finały | Finały | Finały |
|  |              |                   |              |                  |              |   |   |           |           |           |           |           |  |  |        |        |        |        |        |        |        |
|  |              |                   |              |                  |              |   |   |           |           |           |           |           |  |  |        |        |        |        |        |        |        |
|  |              |                   |              |                  |              |   |   |           |           |           |           |           |  |  |        |        |        |        |        |        |        |
|  |              |                   |              |                  |              |   |   |           |           |           |           |           |  |  |        |        |        |        |        |        |        |
|  |              |                   |              |                  |              |   |   |           |           |           |           |           |  |  |        |        |        |        |        |        |        |
|  | 1            | Tirana            | 3            | 3                |              |   |   |           |           |           |           |           |  |  |        |        |        |        |        |        |        |
|  | 1            | Tirana            | 3            | 3                |              |   |   |           |           |           |           |           |  |  |        |        |        |        |        |        |        |
|  |              |                   | 5            | Vllaznia Szkodra | 0            | 0 |   |           |           |           |           |           |  |  |        |        |        |        |        |        |        |
|  | 4            | Skënderbeu Korcza | 5            | Vllaznia Szkodra | 0            | 0 | 2 | 1         |           |           |           |           |  |  |        |        |        |        |        |        |        |
|  | 4            | Skënderbeu Korcza |              |                  |              |   |   |           |           |           |           |           |  |  |        |        |        |        |        |        |        |
|  | 5            | Vllaznia Szkodra  | 3            | 3                |              |   |   |           |           |           |           |           |  |  |        |        |        |        |        |        |        |
|  | 5            | Vllaznia Szkodra  | 3            | 3                |              |   | 1 | Tirana    | 3         | 3         | 1         | 3         |  |  |        |        |        |        |        |        |        |
|  |              |                   |              |                  |              |   |   |           |           |           |           |           |  |  |        |        |        |        |        |        |        |
|  |              |                   | 3            | Erzeni           | 0            | 1 | 3 | 2         |           |           |           |           |  |  |        |        |        |        |        |        |        |
|  |              |                   |              |                  |              | 1 | 3 | 2         |           |           |           |           |  |  |        |        |        |        |        |        |        |
|  |              |                   |              |                  |              |   |   |           |           |           |           |           |  |  |        |        |        |        |        |        |        |
|  |              |                   |              |                  |              |   |   |           |           |           |           |           |  |  |        |        |        |        |        |        |        |
|  | 2            | Partizani Tirana  | 3            | 1                | 1            |   |   |           |           |           |           |           |  |  |        |        |        |        |        |        |        |
|  | 2            | Partizani Tirana  | 3            | 1                | 1            |   |   |           |           |           |           |           |  |  |        |        |        |        |        |        |        |
|  |              |                   | 3            | Erzeni           | 1            | 3 | 3 |           |           |           |           |           |  |  |        |        |        |        |        |        |        |
|  | 3            | Erzeni            | 3            | Erzeni           | 1            | 3 | 3 | 3         | 3         |           |           |           |  |  |        |        |        |        |        |        |        |
|  | 3            | Erzeni            |              |                  |              |   |   |           |           |           |           |           |  |  |        |        |        |        |        |        |        |
|  | 6            | Elbasani          | 0            | 0                |              |   |   |           |           |           |           |           |  |  |        |        |        |        |        |        |        |
|  | 6            | Elbasani          | 0            | 0                |              |   |   |           |           |           |           |           |  |  |        |        |        |        |        |        |        |

### Ćwierćfinały
(do dwóch zwycięstw)
| Data                  | Godz.                 | Gospodarz             | Rezultat                                | Gość                 |
| --------------------- | --------------------- | --------------------- | --------------------------------------- | -------------------- |
| Erzeni (3)            | Erzeni (3)            | Erzeni (3)            | 2 – 0                                   | (6) Elbasani         |
| 05.04.2022            | 18:00                 | Erzeni                | 3:0 (25:14, 25:11, 25:12)               | Elbasani             |
| 08.04.2022            | 18:00                 | Elbasani              | 0:3 (11:25, 12:25, 19:25)               | Erzeni               |
| Skënderbeu Korcza (4) | Skënderbeu Korcza (4) | Skënderbeu Korcza (4) | 0 – 2                                   | (5) Vllaznia Szkodra |
| 05.04.2022            | 12:00                 | Skënderbeu Korcza     | 2:3 (21:25, 19:25, 25:19, 25:19, 10:15) | Vllaznia Szkodra     |
| 08.04.2022            | 18:00                 | Vllaznia Szkodra      | 3:1 (22:25, 25:12, 25:16, 25:23)        | Skënderbeu Korcza    |

### Półfinały
(do dwóch zwycięstw)
| Data                 | Godz.                | Gospodarz            | Rezultat                         | Gość                 |
| -------------------- | -------------------- | -------------------- | -------------------------------- | -------------------- |
| Tirana (1)           | Tirana (1)           | Tirana (1)           | 2 – 0                            | (5) Vllaznia Szkodra |
| 12.04.2022           | 18:00                | Tirana               | 3:0 (25:17, 25:22, 25:20)        | Vllaznia Szkodra     |
| 15.04.2022           | 18:00                | Vllaznia Szkodra     | 0:3 (18:25, 20:25, 13:25)        | Tirana               |
| Partizani Tirana (2) | Partizani Tirana (2) | Partizani Tirana (2) | 1 – 2                            | (3) Erzeni           |
| 12.04.2022           | 20:00                | Partizani Tirana     | 3:1 (25:21, 25:23, 25:27, 28:26) | Erzeni               |
| 15.04.2022           | 19:00                | Erzeni               | 3:1 (20:25, 25:17, 25:19, 26:24) | Partizani Tirana     |
| 18.04.2022           | 20:00                | Partizani Tirana     | 1:3 (25:18, 23:25, 25:27, 21:25) | Erzeni               |

### Finały
(do trzech zwycięstw)
| Data       | Godz.      | Gospodarz  | Rezultat                                | Gość       |
| ---------- | ---------- | ---------- | --------------------------------------- | ---------- |
| Tirana (1) | Tirana (1) | Tirana (1) | 3 – 1                                   | (3) Erzeni |
| 21.04.2022 | 18:00      | Tirana     | 3:0 (26:24, 25:23, 25:22)               | Erzeni     |
| 24.04.2022 | 19:00      | Erzeni     | 1:3 (15:25, 25:23, 23:25, 22:25)        | Tirana     |
| 27.04.2022 | 18:00      | Tirana     | 1:3 (23:25, 25:20, 23:25, 27:29)        | Erzeni     |
| 30.04.2022 | 19:00      | Erzeni     | 2:3 (23:25, 23:25, 25:21, 25:15, 13:15) | Tirana     |